# Har Berekh
Har Berekh (hebreiska: הר ברך) är ett berg i Israel.   Det ligger i distriktet Södra distriktet, i den södra delen av landet. Toppen på Har Berekh är 806 meter över havet.
Terrängen runt Har Berekh är kuperad österut, men västerut är den platt. Runt Har Berekh är det ganska glesbefolkat, med 42 invånare per kvadratkilometer. Trakten runt Har Berekh är ofruktbar med lite eller ingen växtlighet.